# Al-Bassa
Ne doit pas être confondu avec Al-Bassah.
Al-Bassa (arabe : البصة), ou Ayn al-Bassa, aussi connu antérieurement sous le nom de Betzet (hébreu : בצת) ou Bezeth, était un village du sous-district d'Acre en Palestine mandataire, situé près de la frontière libanaise, à 19 km d'Acre. Le village fut pris d'assaut par les troupes de la Haganah en mai 1948 et presque complètement rasé. Les résidents furent déplacés ou expulsés vers les pays voisins au cours du nettoyage ethnique de la Palestine ou Nakba.

## Histoire
Le site présente des traces de peuplement dès la préhistoire et l’âge du bronze. Un pichet en verre soufflé trouvé dans une tombe a été daté de 396 et des tessons de poterie mis au jour au cours des fouilles archéologiques témoignent d’une occupation continue pendant la période médiévale.
Quelques mentions dans des documents permettent de recouvrer en partie son histoire. En 1189, il est utilisé comme campement de Croisés pendant une campagne militaire, et un écrit daté d’octobre 1200 enregistre la vente du village par le roi Amaury II de Jérusalem à l’Ordre teutonique,. Aucun bâtiment de la période des croisades n’a cependant été trouvé à al-Bassa ; une croix, d’abord datée de cette époque, a ensuite été attribuée à l'ère byzantine. Al-Bassa est néanmoins le premier village listé comme faisant partie du domaine des Croisés pendant la trève entre les Croisés basés à Acre et le sultan mamelouk Al-Mansûr Sayf ad-Dîn Qala'ûn al-Alfi en 1283.
En 1596, al-Bassa fait partie de l’Empire ottoman : c’est un village du nahié (sous-district) de Tibnine dans le sandjak de Safed, avec une population of 76 ménages et de 28 célibataires, tous indiqués sur les registres fiscaux de cette année-là comme étant musulmans. Le village paie des impôts sur ses cultures, celles du blé, des olives, de l’orge, du coton et des fruits, ainsi que sur des chèvres, des ruches et des pâturages, pour un total de 7 000 aspres.
Au XVIIIe siècle, al-Bassa est une zone de contestation entre Dahir al-Umar et les chefs du Jabal Amil (actuel sud-Liban), conduits par le cheikh Nasif al-Nassar (en) et, sous son successeur, Djezzar Pacha, vers 1770, al-Bassa devient le centre administratif du nahié,. En 1799, Napoléon Bonaparte le décrit dans une lette comme un village de 600 habitants musulmans chiites Une carte de Pierre Jacotin, élaborée la même année lors de la campagne d’Égypte, montre d’ailleurs l’emplacement du village, alors appelé El Basa.
Plusieurs voyageurs s'arrêtent à al-Bassa au cours du XIXe siècle et décrivent le village dans leurs récits. En 1851, Charles Van de Velde séjourne chez le cheikh Aisel Yusuf : « La maison bien entretenue du cheikh Yusuf est une vision bienvenue et les prés verdoyants autour du village sont vraiment rafraichissants à la vue ». Après avoir souligné l'intérêt archéologique du lieu et les traces anciennes d'occupation, il note : « Les habitants de Bussah (sic) sont presque tous membres de l'Église grecque. Quelques musulmans vivent parmi eux et on peut souvent voir dans la rue quelques fellahs d'une tribu bédouine qui vagabonde dans le voisinage ».
En 1863, le village reçoit la visite de Henry Baker Tristram, qui le décrit comme un village chrétien : les principaux produits du district semblent être l'huile d'olive, les poils de chèvre et le tabac, ce dernier étant exporté en quelque quantité vers l'Égypte, via Acre. L'apiculture, également, n'est pas sans importance comme article d'industrie, et chaque maison possède un tas de ruches dans la cour.
À la fin du siècle, le village de Al-Bassa est décrit par Conder et Kitchener : construit en pierre, situé au bord d'une plaine, entouré de larges oliveraies, et de vergers de grenades, de figues et de pommes, il a alors environ 1 050 habitants,.
Les Ottomans y ont construit en 1882 une école publique élémentaire de garçons et le village offre aussi une école secondaire privée, et une école publique élémentaire de filles.
Une liste de la population datant de 1887 environ montre qu'el Basseh a alors 1 960 habitants: un tiers sont musulmans et les deux tiers gréco-catholiques.

## Époque contemporaine
Les accords de frontières franco-britanniques de 1920 fixèrent de manière imprécise la frontière entre le Liban et la Palestine. La frontière passait alors tout près au nord de al-Bassa, laissant le village du côté palestinien, mais séparé de la plupart de ses terres. Cependant, le gouvernement français inclut al-Bassa dans un recensement libanais de 1921 et accorda la citoyenneté à ses résidents. En même temps, une commission des frontières franco-britannique travaillait à déterminer une frontière précise, faisant au passage de nombreux ajustements. En février 1922, cette commission avait fixé une frontière qui confirmait que al-Bassa se trouvait en Palestine. Cela devint officiel en 1923,. La citoyenneté des résidents fut changée en 1926, ceux-ci devenant palestiniens.
En 1922, les habitants de al-Bassa fondèrent un conseil local pour gérer leurs affaires communes. Le recensement de septembre 1922 indiquait pour le village une population de 867 chrétiens, 366 musulmans sunnites, 150 musulmans chiites et 1 juif, soit en tout 1 384 personnes, dont 683 hommes et 701 femmes. Les chrétiens étaient séparés en gréco-catholiques (721), orthodoxes (120), anglicans (17), catholiques arméniens (8), et un catholique romain. La principale activité économique était alors la récolte des olives. Lors du recensement de 1931, le village comptait 868 musulmans, 1076 chrétiens, et 4 Bahaïs, en tout 1948 (1 047 hommes et 901 femmes) répartis en 479 maisons.
En 1938, pendant la révolte arabe en Palestine, le village fut la scène d'un massacre commis par les soldats britanniques. Le 6 septembre 1938, quatre soldats des Royal Ulster Rifles (RUR) furent tués à proximité du village, leur véhicule blindé roulant sur une mine. En représailles, l'armée britannique mit le feu au village. Peu de temps après, environ 50 Arabes furent rassemblés par les RUR, aidés par plusieurs membres des Royal Engineers. Les quelques habitants qui essayèrent de s'enfuir furent abattus. Ensuite, selon un témoignage britannique, les autres furent mis dans un bus qui fut contraint de rouler sur une mine placée par les soldats, ce qui détruisit le bus et tua beaucoup de ses occupants. Les habitants du village furent ensuite forcés à creuser une fosse et à y jeter les corps. Des témoignages arabes évoquent également de la torture et d'autres brutalités. Il y eut au total une vingtaine de morts.
Dans les années 1940, al-Bassa était l'un des villages plus importants et les plus développés du nord de la Palestine, couvrant une superficie de quelque 25 000 dounams (25 km2) de collines et de plaines, dont 2 000 étaient irrigués. Centre commercial de la région, il offrait plus de soixante boutiques et onze cafés, dont quelques-uns le long de la route principale entre Haïfa et Beyrouth ; il possédait un système d'eau courante et supervisait chaque dimanche la tenue d'un marché de biens en gros. Une coopérative agricole rassemblait plus de 150 personnes et promouvait le développement agricole, tout en offrant des prêts aux fermiers locaux. Le village possédait une école élémentaire gérée par le gouvernement, un lycée national, une église orthodoxe, une église catholique et une mosquée. Il avait aussi 18 autres lieux de culte, considérés comme sacrés à la fois par les musulmans et les chrétiens. C'était aussi le seul village palestinien de Galilée disposant d'un collège chrétien.
Selon les statistiques de 1945, la population avait alors atteint 2 950 habitants, dont 1360 musulmans et 1590 chrétiens,. Des 25 258 dounams appartenant aux villageois, 614 étaient utilisés pour les citronniers et les bananes, 14 699 pour d'autres plantations, dont 10 437 pour les cultures céréalières,, et 132 dounams étaient consacrés aux maisons et bâtiments,.

## Destruction du village
Selon le plan de partition de la Palestine de 1947, le village d'al-Bassa était situé dans le territoire alloué à l'État arabe. Le 14 mai 1948, al-Bassa fut pris d'assaut par les forces armées du Yichouv, pendant l'Opération Ben-Ami de la guerre israélo-arabe de 1948. Les défenseurs d'al-Bassa étaient des hommes de la milice locale. Après la prise du village, les forces du Palmah rassemblèrent les habitants dans l'église locale où ils abattirent plusieurs jeunes gens avant d'expulser les autres. Un témoin de l'expulsion dit qu'elle avait été précédée par l'exécution de cinq villageois dans l'église, un autre mentionna sept villageois abattus par les soldats hors de l'église.
Al-Bassa fut complètement détruit à l'exception de quelques maisons, d'une église et d'un lieu de culte musulman. Soixante des habitants chrétiens d'Al-Bassa furent emmenés par le Haganah à Mazra'a, où ils demeurèrent plus d'une année. Globalement, 81 résidents d'al-Bassa devinrent citoyens israéliens, en tant que Palestiniens déplacés, sans droit à la terre, et finirent dans des endroits comme Nazareth,.
La plupart des anciens résidents d'al-Bassa (environ 95%) furent poussés vers le nord, au Liban, se concentrant dans le camp de réfugiés de Dbaiyeh près de Jounieh, à l'est de Beyrouth. Avant et pendant la guerre du Liban, ce camp souffrit des dommages sévères et fut en grande partie détruit, bien qu'il ait une population de quelque 4 233 personnes, principalement des réfugiés chrétiens palestiniens. D'autres résidents d'al-Bassa et du camp de réfugiés du Liban se retrouvèrent à Lansing dans le Michigan, aux États-Unis, où ils établirent un village international et organisèrent des réunions annuelles, auxquelles assistent plus de 300 personnes.
Un camp de fermiers juifs et de membres du Notrim, édifié en 1938 tout près du village en lien avec la construction du mur de Tegart (en), devint à terme un des forts Tegart. Par ailleurs, quelques-unes des structures publiques d'al-Bassa ont été préservées et se trouvent maintenant dans la localité israélienne de Shlomi (en) et du moshav de Betzet (en), construits au début des années 50 sur les ruines d'al-Bassa.

## Architecture

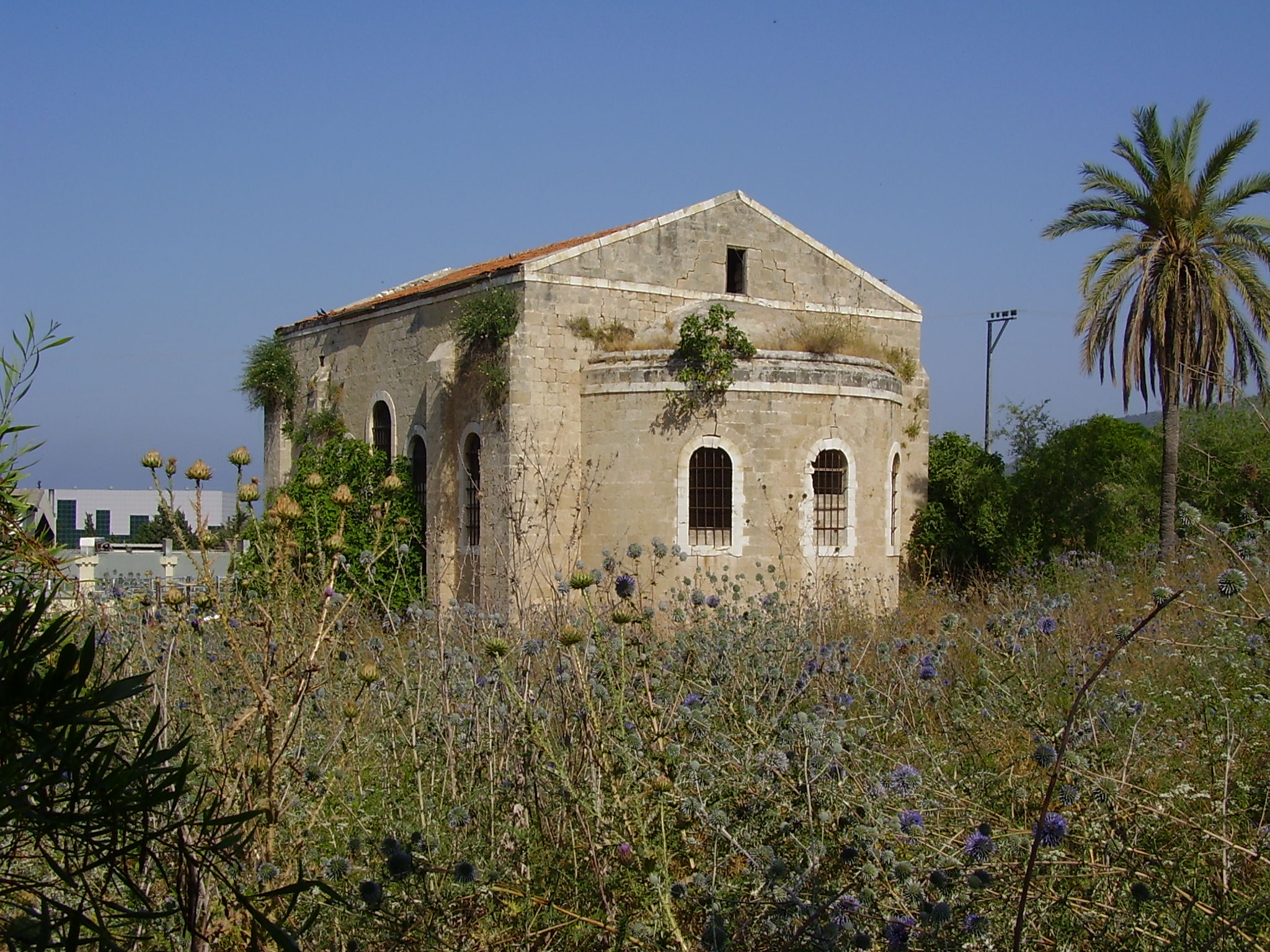
Une église à al-Bassa en 2008

Lors d'une inspection en 1992, il fut constaté que, si la plupart des maisons d'al-Bassa avaient été détruites, quelques bâtiments historiques avaient survécu, dont deux églises, une mosquée et un maqam.
La mosquée semble de construction assez moderne, probablement construite au début du XXe siècle. Elle est constituée d'une haute salle carrée avec un toit plat soutenu par des poutres de fer. Il y a un minaret cylindrique dans le coin nord-est. De grandes fenêtres ornent les quatre côtés et un mihrab le milieu du mur sud. En 1992, le bâtiment était utilisé comme étable.

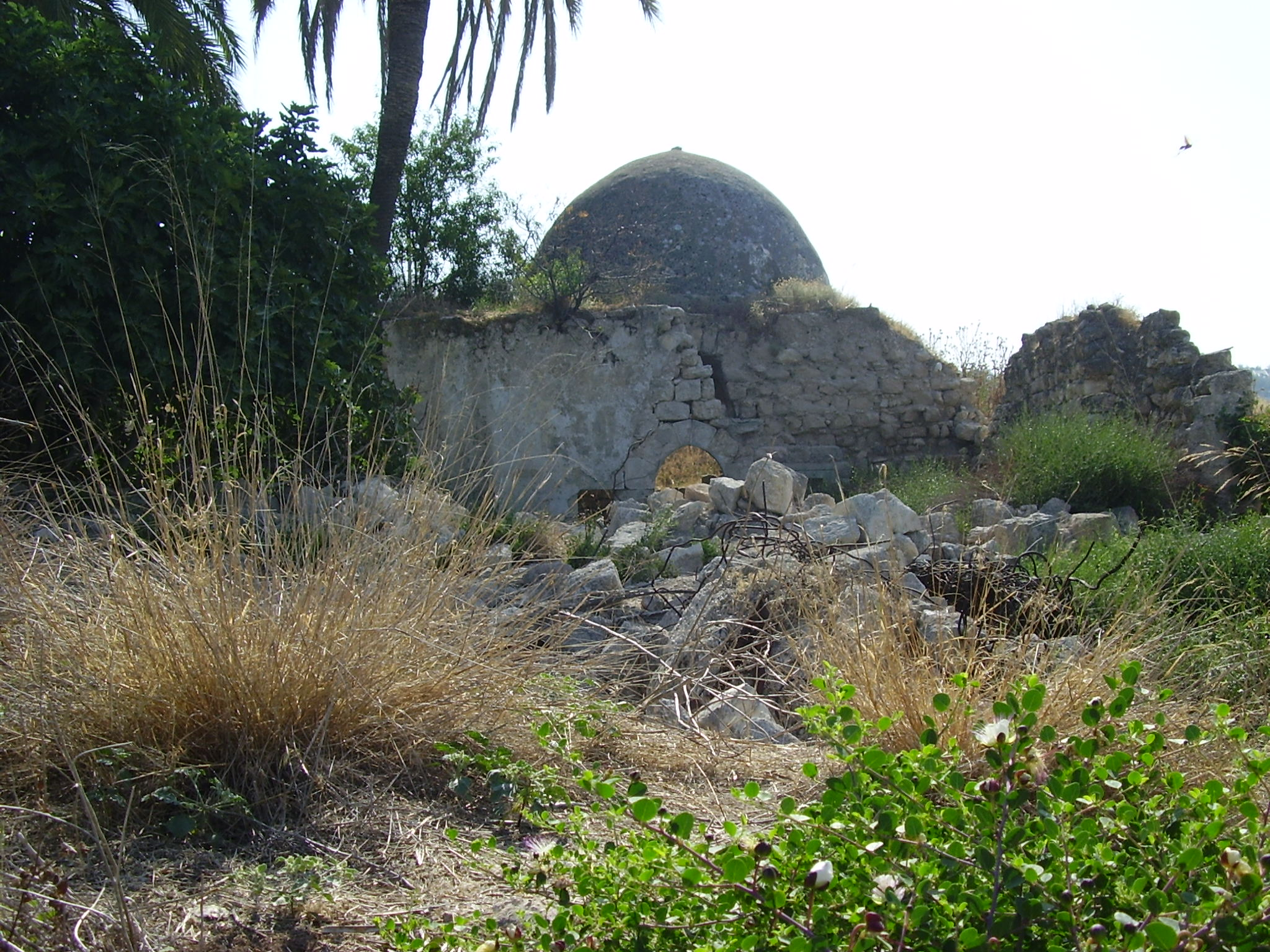
Le maqam en 2008

Le maqam est situé à 20 mètres à l'est de la mosquée. Il est composé de deux parties : une cour entourée de mur et une salle de prières surmontée d'une coupole. Dans la cour se trouve un mihrab et une porte dans le mur à l'est conduit à la salle de prières principale. Des pendentifs jaillissant de quatre épais piliers soutiennent de larges arches et la coupole. À côté du mihrab, se trouve un simple minbar, fait de quatre marches de pierre.